# Géza Voinovich
Géza Voinovich (Debrecen, el 14 de març de 1877 – Budapest, el 20 de setembre de 1952) va ser un historiador, crític literari i dramaturg hongarès, membre de l'Acadèmia de Ciències d'Hongria.

## Obra dramàtica
- Mohács (La batalla, 1922)
- Rákóczi (El príncep, 1923)
- Szivárvány (1926)
- Keresztút (1930)
- Magyar Passió (1931)
- A lidérc (1933)